# Contea di Zixi
La contea di Zixi (资溪县S, Zīxī XiànP) è una contea della Cina, situata nella provincia di Jiangxi e amministrata dalla prefettura di Fuzhou.